# Maya Rudolph

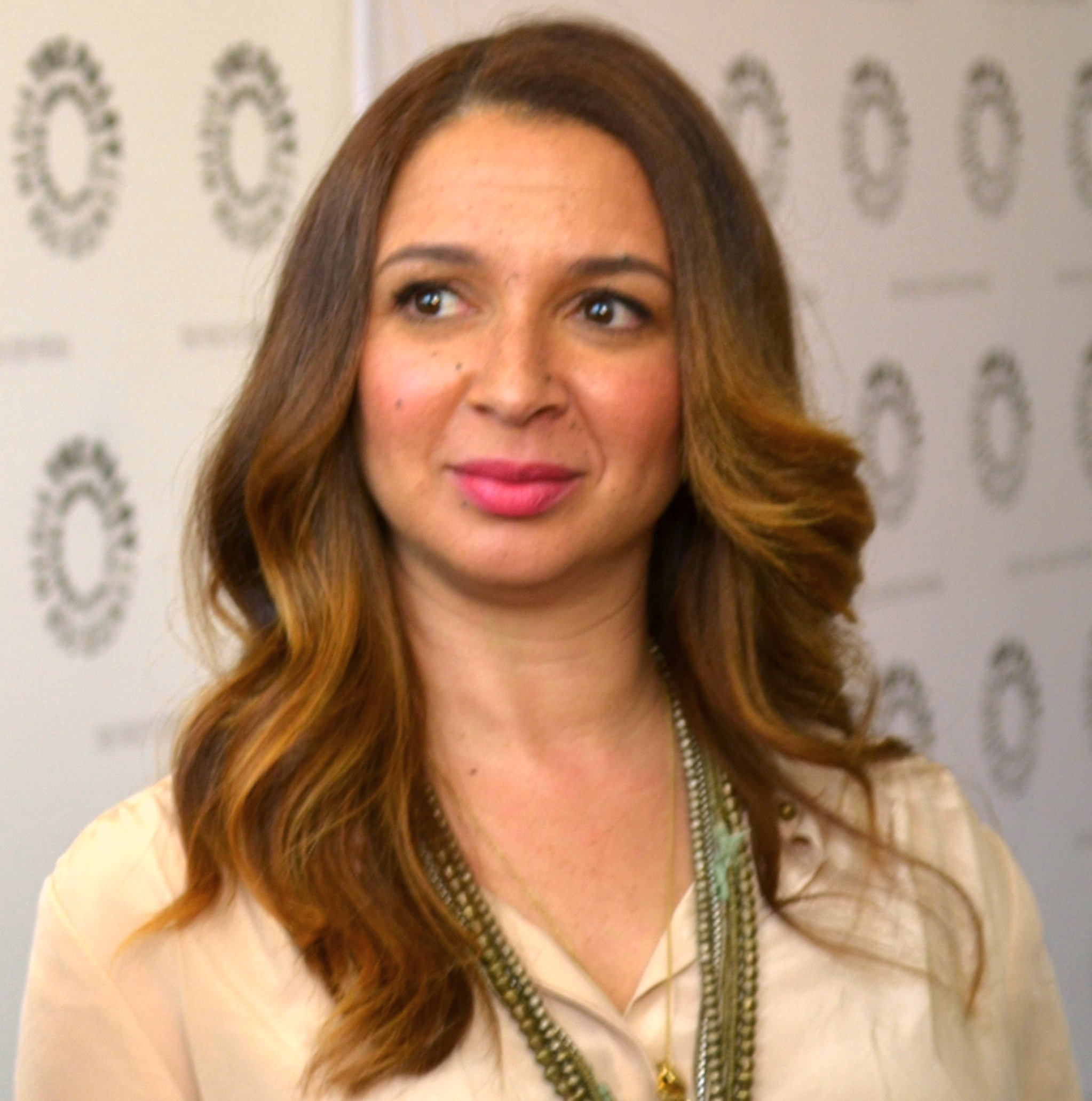
Maya Rudolph, 2012

Maya Khabira Rudolph (* 27. Juli 1972 in Gainesville, Florida) ist eine US-amerikanische Schauspielerin und Komikerin. Bekanntheit erlangte sie unter anderem als Ensemble-Mitglied der NBC-Sendung Saturday Night Live. Sie ist die Tochter der Soulsängerin Minnie Riperton.

## Biografie

### Privatleben
Maya Rudolph wurde 1972 als Tochter der Soulsängerin Minnie Riperton und des Komponisten, Songwriters und Produzenten Richard Rudolph geboren. Minnie Riperton verstarb kurz vor dem siebten Geburtstag ihrer Tochter mit 31 Jahren an Brustkrebs. In ihrer Jugend besuchte Maya Rudolph die St. Augustine by the Sea School, auf der sie sich mit Gwyneth Paltrow anfreundete. Später besuchte sie in Santa Monica die High School und anschließend die University of California, Santa Cruz, welche sie 1994 mit einem B.A. in Fotografie verließ.
Sie lebt mit dem Regisseur Paul Thomas Anderson zusammen, mit dem sie drei Töchter und einen Sohn hat. Rudolph verfügt über Wohnsitze in Los Angeles und New York.

### Karriere
Während ihrer Studienzeit gründete Maya Rudolph die Jazz-Funk-Band Supersauce, die sie jedoch nach ihrem Collegeabschluss verließ. Anschließend trat sie der Gruppe The Rentals des Weezer-Bassisten Matt Sharp bei, nahm ein Album auf und ging mit der Band als Hintergrundsängerin und Synthesizerspielerin auf Tournee. Nach der Auflösung widmete sie sich einer Karriere als Komikerin und schloss sich der Improvisationsgruppe The Groundlings an.
Im Jahr 2000 trat sie das erste Mal in der TV-Show Saturday Night Live auf und gehörte wenig später als Mitglied der The Groundlings dem Show-Ensemble an. 2005 legte sie aufgrund ihrer Schwangerschaft eine Pause ein und kehrte schließlich im Februar 2006 zurück. Im November 2007 verließ sie die Show, hatte jedoch 2008 noch einen Gastauftritt. Neben Saturday Night Live trat Rudolph in einigen Fernsehserien wie etwa City of Angels und Chicago Hope auf und hatte bereits kleinere Rollen in Hollywood-Filmen wie Gattaca oder Bruce Paltrows Traumpaare, für den sie zusammen mit ihrem Vater ebenfalls an der Produktion der Filmmusik beteiligt war. 2005 spielte sie in Mike Judges Sci-Fi-Komödie Idiocracy, im folgenden Jahr war sie in der Komödie Robert Altman’s Last Radio Show zu sehen. Während der Dreharbeiten zu dem Film war Rudolph schwanger. Sie hatte außerdem Gastrollen im Animationsfilm Shrek der Dritte und einer Simpsons-Episode.
Im September 2016 wirkte Rudolph als Gastsängerin bei einem Livekonzert von Prince’ ehemaliger Begleitband The Revolution mit. 2017 wurde sie in die Academy of Motion Picture Arts and Sciences (AMPAS) aufgenommen, die jährlich die Oscars vergibt.
Seit 2019 tritt sie im Ensemble von Saturday Night Live als damalige Senatorin und spätere Vizepräsidentin Kamala Harris auf, wofür sie 2020 mit einem Emmy ausgezeichnet wurde.
Anlässlich der Grammy Awards 2020 fand am 28. Januar 2020 im Los Angeles Convention Center in Los Angeles ein Tribut-Konzert für Prince unter dem Motto „Let’s Go Crazy: The Grammy Salute to Prince“ statt, bei dem Maya Rudolph unter anderem mit Mavis Staples und The Revolution auftrat. Das Konzert wurde am 21. April 2020, dem vierten Todestag von Prince, im US-Fernsehen ausgestrahlt.

## Filmografie (Auswahl)
- 1996–1997: Chicago Hope – Endstation Hoffnung (Chicago Hope, Fernsehserie, 5 Folgen)
- 1997: The Devil’s Child (Fernsehfilm)
- 1997: Besser geht’s nicht (As Good as It Gets)
- 2000: Chuck & Buck
- 2000: Traumpaare (Duets)
- 2000: City of Angels (Fernsehserie, 15 Folgen)
- 2001: Frank’s Book (Kurzfilm)
- 2003: Der Appartement Schreck (Duplex)
- 2004: 50 erste Dates (50 First Dates)
- 2004: Wake Up, Ron Burgundy: The Lost Movie
- 2006: Idiocracy
- 2006: Robert Altman’s Last Radio Show (A Prairie Home Companion)
- 2007: Shrek der Dritte (Shrek the Third, Stimme von Rapunzel)
- 2009: Away We Go – Auf nach Irgendwo (Away We Go)
- 2010: Kindsköpfe (Grown Ups)
- 2010: MacGruber
- 2011: Brautalarm (Bridesmaids)
- 2011: Friends with Kids
- 2011: Der Zoowärter (Zookeeper, Stimme von Mollie)
- 2011–2012: Up All Night (Fernsehserie)
- 2013: Ganz weit hinten (The Way, Way Back)
- 2013: Kindsköpfe 2 (Grown Ups 2)
- 2013: Turbo – Kleine Schnecke, großer Traum (Turbo, Stimme von Burn)
- 2014: Operation: Nussknacker (The Nut Job, Stimme)
- 2014: Inherent Vice – Natürliche Mängel (Inherent Vice)
- 2014: Baymax – Riesiges Robowabohu (Big Hero 6, Stimme von Cass Hamada)
- 2015: Strange Magic (Stimme von Griselda)
- 2015: Sisters
- 2015: A Very Murray Christmas
- 2016: Angry Birds – Der Film (The Angry Birds Movie, Stimme von Matilda)
- 2016: Brooklyn Nine-Nine (Fernsehserie, Folgen 4x01–4x02)
- 2017: The Good Place (Fernsehserie)
- 2017: CHiPs
- 2017: Wir gehören nicht hierher (We Don’t Belong Here)
- 2017: Emoji – Der Film (The Emoji Movie, Stimme im Original)
- 2017: Big Mouth (Fernsehserie, Stimme)
- 2017: Unbreakable Kimmy Schmidt (Fernsehserie, Folge 3x08)
- 2017: The Nut Job 2: Nutty by Nature (Stimme)
- 2018: Forever (Fernsehserie)
- 2018: How to Party with Mom (Life of the Party)
- 2018: The Happytime Murders
- 2019–2021: Bless the Harts  (Fernsehserie, Stimme)
- 2019: Wine Country
- 2019: Angry Birds 2 – Der Film (The Angry Birds Movie 2, Stimme)
- 2019: The LEGO Movie 2
- 2020: Hubie Halloween
- 2020: Familie Willoughby (The Willoughbys, Stimme)
- 2021: Die Mitchells gegen die Maschinen (The Mitchells vs. the Machines, Stimme)
- 2021: Luca (Stimme Daniela)
- 2021: Licorice Pizza
- 2022: Human Resources (Fernsehserie, Stimme von Connie)
- 2022: Reich! (Fernsehserie)
- 2022: Verwünscht nochmal (Disenchanted)
- 2023: Teenage Mutant Ninja Turtles: Mutant Mayhem (Stimme von Cynthia Utrom)
- 2024: IF: Imaginäre Freunde (IF, Stimme)

## Auszeichnungen
Primetime Emmy Award
- 2012 	Nominiert für den Primetime Emmy 	Beste Schauspielerin in einer Komödienserie für Saturday Night Live
- 2019 	Nominiert für den Primetime Emmy 	Beste Gastdarstellerin in einer Comedyserie für The Good Place

Behind the Voice Actors Award
- 2015 	Nominiert Beste Nebendarstellerin für Big Hero 6
- 2014 Bestes Sprachensemble in einem Spielfilm für Big Hero 6

Black Reel Award
- 2016 	Nominiert Herausragende Stimme für Strange Magic
- 2015 	Nominiert Herausragende Stimme für Big Hero 6
- 2014 	Nominiert Herausragende Stimme für Turbo
- 2012 	Nominiert Herausragende Nebendarstellerin für Bridesmaids
- 2010 	Nominiert Herausragende Darstellerin für Away We Go

Broadcast Film Critics Association Award
- 2007 	Nominiert Critics Choice Award 	Bestes Ensemble A Prairie Home Companion

Central Ohio Film Critics Association
- 2012 	Nominiert COFCA Award 	Bestes Ensemble Bridesmaids

Chicago Film Critics Association Award
- 2009 	Nominiert CFCA Award 	Beste Darstellerin Away We Go

Gold Derby Film Award
- 2007 	Nominiert Gold Derby Award 	Bestes Ensemble A Prairie Home Companion

Gotham Award
- 2006 	Nominiert Gotham Independent Film Award 	Bestes Ensemble A Prairie Home Companion

Image Award
- 2012 	Nominiert Image Award 	Beste Nebendarstellerin Spielfilm  Beste Nebendarstellerin Fernsehserie (Komödie) Up All Night
- 2007 	Nominiert Image Award 	Beste Leistung (Komödie) Saturday Night Live

Independent Spirit Award
- 2015 	Robert Altman Award 	Inherent Vice

MTV Movie Award
- 2012 	MTV Movie Award 	Beste „magenumdrehende Leistung“ Bridesmaids

NAMIC Vision Award
- 2012 	Nominiert Vision Award 	Beste Leistung (Komödie) Up All Night

Phoenix Film Critics Society Award
- 2013 	Nominiert PFCS Award 	Bestes Ensemble The Way Way Back
- 2011 	Nominiert PFCS Award 	Bestes Ensemble Bridesmaids

Satellite Award
- 2012 	Nominiert Satellite Award 	Beste Nebendarstellerin Fernsehserie Up All Night
- 2011 	Nominiert Satellite Award 	Beste Nebendarstellerin Fernsehserie  Up All Night
- 2005 	Nominiert Golden Satellite Award 	Beste Darstellerin Komödie Saturday Night Live

Screen Actors Guild Award
- 2012 	Nominiert Bestes Ensemble Bridesmaids

St. Louis Film Critics Association
- 2009 	Nominiert SLFCA Award Beste Darstellerin Away We Go

Teen Choice Awards
- 2011 	Nominiert Teen Choice Award 	Beste Darstellerin Bridesmaids

Utah Film Critics Association Award
- 2009 	Zweiter Platz UFCA Award 	Beste Darstellerin Away We Go

Washington DC Area Film Critics Association Award
- 2009 	Nominiert WAFCA Award 	Beste Darstellerin Away We Go